# Henri Texier
Henri Texier (Parigi, 27 gennaio 1945) è un contrabbassista e compositore francese.

## Biografia
Musicista precoce iniziò a suonare il pianoforte all'età di otto anni e a quattordici fece il suo ingresso come pianista in una orchestra locale di dixieland. Un anno dopo decise di avvicinarsi alle forme più moderne del jazz e passò al contrabbasso che imparò da autodidatta. Spesso Texier ha citato il contrabbassista Wilbur Ware come uno dei suoi principali modelli.
Negli anni sessanta formò il suo primo gruppo facendo contemporaneamente molte esperienze come sideman a fianco di importanti jazzisti americani nelle loro date nei club parigini. Tra le collaborazioni di maggior rilievo si ricordano quelle con Johnny Griffin, Phil Woods, Bill Coleman, Chet Baker, Kenny Drew, Donald Byrd e Bud Powell.
Henri Texier è conosciuto soprattutto per il suo lavoro con il trombettista di avanguardia Don Cherry, durante gli anni sessanta, nonché per il "Transatlantik Quartet", formazione da lui guidata nel corso degli anni ottanta, di cui facevano parte Joe Lovano, Steve Swallow e Aldo Romano.
Durante gli anni settanta Texier, sebbene con esperienze di minore risonanza, rimase comunque attivo nell'ambito del jazz europeo, con importanti collaborazioni con musicisti del calibro di Gordon Beck, John Abercrombie o Didier Lockwood.
Fin dagli anni settanta la musica di Texier rivela uno spiccato interesse per le contaminazioni etniche. In particolare le sue incisioni dagli anni novanta in poi, presentano una fusione di forme derivate dal jazz classico assieme ad influenze musicali balcaniche, mediorientali, africane o latino-americane.

## Discografia parziale con indicazione delle formazioni
- Amir (1976)
- Varech (1977)
- Paris-Batignolles (1986)
  - Philippe Deschepper: chitarre
  - Joe Lovano: sassofono tenore
  - Jacques Mahieux: batteria
  - Louis Sclavis: clarinetti, sassofono baritono
- Izlaz (1988)
  - Joe Lovano: sassofoni, clarinetto, percussioni
  - Aldo Romano: batteria
  - Steve Swallow: basso elettrico
- Colonel Skopje (1988)
  - John Abercrombie: chitarra
  - Joe Lovano: sassofono, percussioni, flauto
  - Aldo Romano: batteria
  - Steve Swallow: basso elettrico
- An Indian's Week (1993)
  - Glenn Ferris: trombone
  - Tony Rabeson: batteria
  - Bojan Zulfikarpasic: pianoforte
  - Michel Portal: sassofono soprano
  - Louis Sclavis: clarinetto
- Mad Nomad(s) (1995)
  - Bojan Zulfikarpasic: pianoforte
  - Noël Akchoté: chitarra
  - Sébastien Texier: clarinetto, sassofono contralto
  - Julien Lourau: sassofono tenore, soprano
  - François Corneloup: sassofono baritono, contralto
  - Tony Rabeson, Jacques Mahieux: batteria
- Carnet de Routes (1995)
  - Louis Sclavis: clarinetto, sassofono soprano
  - Aldo Romano: batteria
- Respect (1997)
  - Lee Konitz: sassofono contralto
  - Paul Motian: batteria
  - Steve Swallow: basso elettrico
  - Bob Brookmeyer: trombone
- Mosaïc Man (1998)
  - Glenn Ferris: trombone
  - Tony Rabeson: batteria
  - Bojan Zulfikarpasic: pianoforte
  - Sébastien Texier: clarinetto, sassofono contralto
- Suite africaine (1999)
  - Louis Sclavis: clarinetto, sassofono soprano
  - Aldo Romano: batteria

- Remparts d'argile (2000)
  - Sébastien Texier: clarinetto, sassofono contralto
  - Christophe Marguet: batteria

- (V)ivre (2004)
  - Sébastien Texier: clarinetti, sassofono contralto
  - François Corneloup: sassofono baritono, contralto
  - Guéorgui Kornazov: trombone
  - Manu Codjia: chitarra
  - Christophe Marguet: batteria
- African Flashback (2005)
  - Louis Sclavis: clarinetto, sassofono soprano
  - Aldo Romano: batteria
- Alerte à l'eau (2007)
  - Sébastien Texier: clarinetti, sassofono contralto
  - François Corneloup: sassofono baritono, contralto
  - Guéorgui Kornazov: trombone
  - Manu Codjia: chitarra
  - Christophe Marguet: batteria
- DVD: Henri Texier Strada Sextet, 2008

- prodotto da: Fabrice Radenac e Alexandra Gonin

- - Sébastien Texier: clarinetti, sassofono contralto
  - François Corneloup: sassofono baritono, contralto
  - Guéorgui Kornazov: trombone
  - Manu Codjia: chitarra
  - Christophe Marguet: batteria

- Texier Red Route Quartet
  - Love Songs Reflexions (2009)
    - Sébastien Texier: clarinetti, sassofono contralto
    - Manu Codjia: chitarra
    - Christophe Marguet: batteria
- At l'improviste (2014)
  - Sébastien Texier: clarinetti, sassofono contralto
  - Françoise Comeloup: Sassofono Baritono
  - Louis Moutin: batteria